# Francis Robert Benson
Francis Robert (Frank) Benson (4 novembre 1858 – 31 dicembre 1939) è stato un attore e impresario teatrale britannico.

## Biografia
Conosciuto anche con F. R. Benson, era un attore inglese e anche un impresario teatrale, nel 1883 fondò una compagnia dove prevedeva di mettere in scena i lavori di Shakespeare, grazie alla collaborazione di attori quali O. B. Clarence.
Dopo aver studiato a Winchester e al New College di Oxford, dove produsse il suo primo lavoro, una tragedia greca su Agamennone. Partito in seguito per la Francia si ritrovò a collaborare con Henry Irving a Parigi nel 1882 dove mise in scena Romeo e Giulietta. Nel 1886 si sposò con Gertrude Constance Cockburn, anch'essa attrice.

### Interpretazioni
I suoi ruoli più importanti sono stati Amleto nel 1900 a Londra mentre Riccardo III (del 1911) è stato in parte ripreso cinematograficamente

### L'incontro con Oscar Wilde
Con l'aiuto di Oscar Wilde riuscì a portare in scena come desiderava la rappresentazione teatrale dell'Agamennone di Eschilo il 3 giugno 1880, l'aiuto che Benson ebbe da Wilde non fu chiaro visto che quello che dicevano non coincideva.
Proprio in sua compagnia avvenne la celebre risposta di Wilde ad un'offesa rivolta da uno spettatore del teatro dove lo chiamò "imbecille"